# Season of the Witch
〈Season of the Witch〉는 도노반과 숀 필립스가 작곡한 사이키델릭 록의 초기 예이다. 이 곡은 1966년 9월에 도노반의 에픽 레코드(미국) 음반인 《Sunshine Superman》에서 발매되었다.